# Pete DePaolo
Peter "Pete" DePaolo, född den 15 april 1898 i Philadelphia, Pennsylvania, USA, död den 26 november 1980, var en amerikansk racerförare och Nascar-teamägare. Han var systerson till racerföraren Ralph DePalma.

## Racingkarriär
DePaolo såg morbrodern DePalma vinna en tävling 1919, och bestämde sig för att själv bli racerförare. DePaolo kom fyra i sin debut i Indianapolis 500 1922, och kom sedermera att bli en av 1920-talets mest framgångsrika racerförare. Han vann tävlingen 1925, men ansåg själv att det inte var hans största seger, då han blev ersatt av stallägaren Fred Duesenberg i 21 varv under tävlingen, när han fick blåsor i fingrarna lagade på banans behandlingscenter. Han hoppade in i blilen på femte plats, och körde den till sin enda seger i 500 mile-tävlingen. Han hade sina bästa säsonger mellan 1925 och 1927, och bägge dessa år vann DePaolo det nationella mästerskapet, och i året däremellan, 1926, slutade han trea. Han deltog i en tävling i Spanien 1934, kraschade och hamnade i koma i elva dagar, och bestämde sig därefter för att sluta med tävlingskörandet.